# Oude Zeug
De Oude Zeug is een zandplaat in het IJsselmeer, ten noordoosten van de Wieringermeerpolder. Het zuidwestelijke deel van de Oude Zeug ligt sinds de droogmaking van de Wieringermeer in die polder, ten noordoosten van het dorp Kreileroord.

## Werkhaven

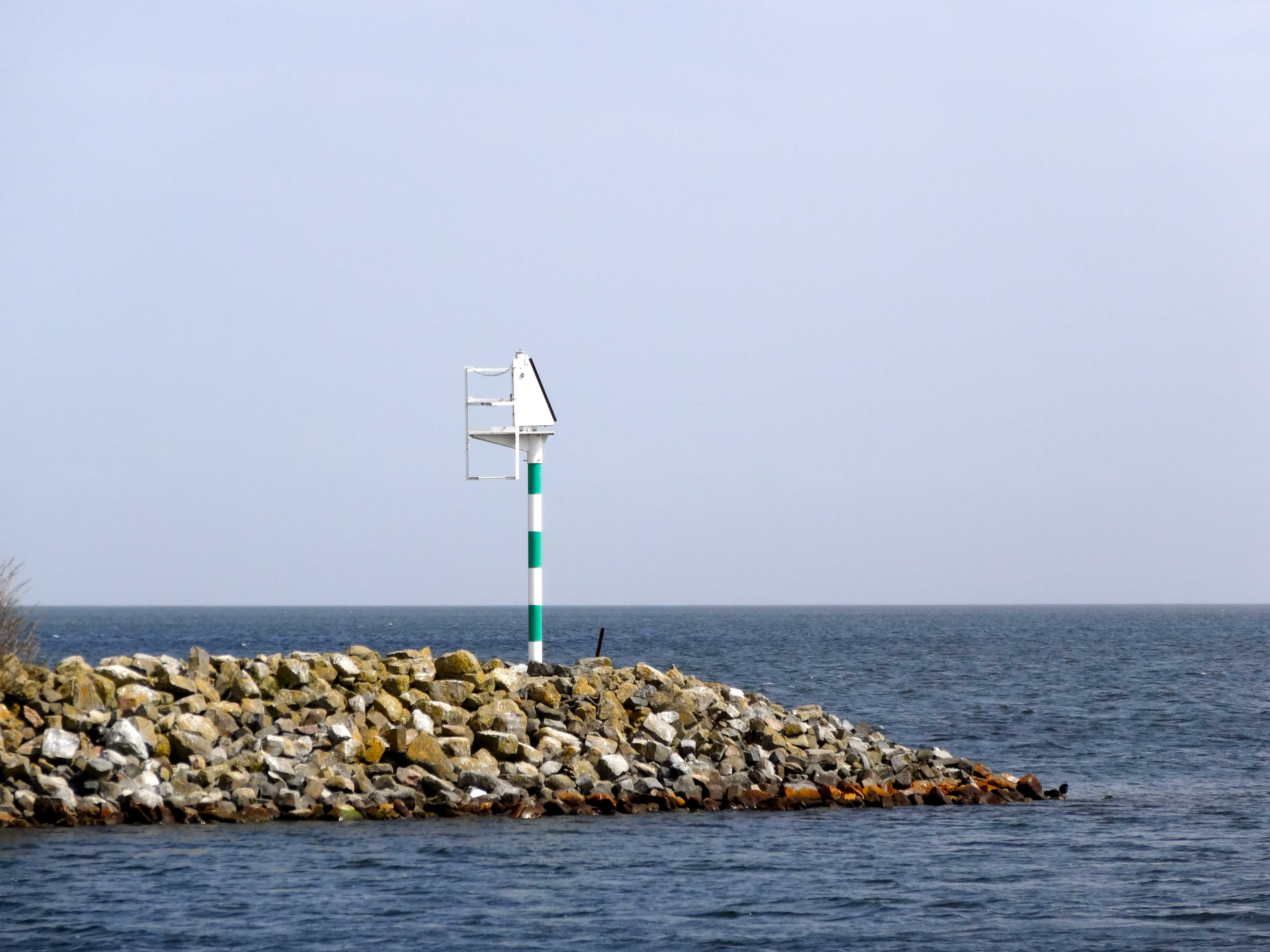
Havenmond van de Oude Zeug

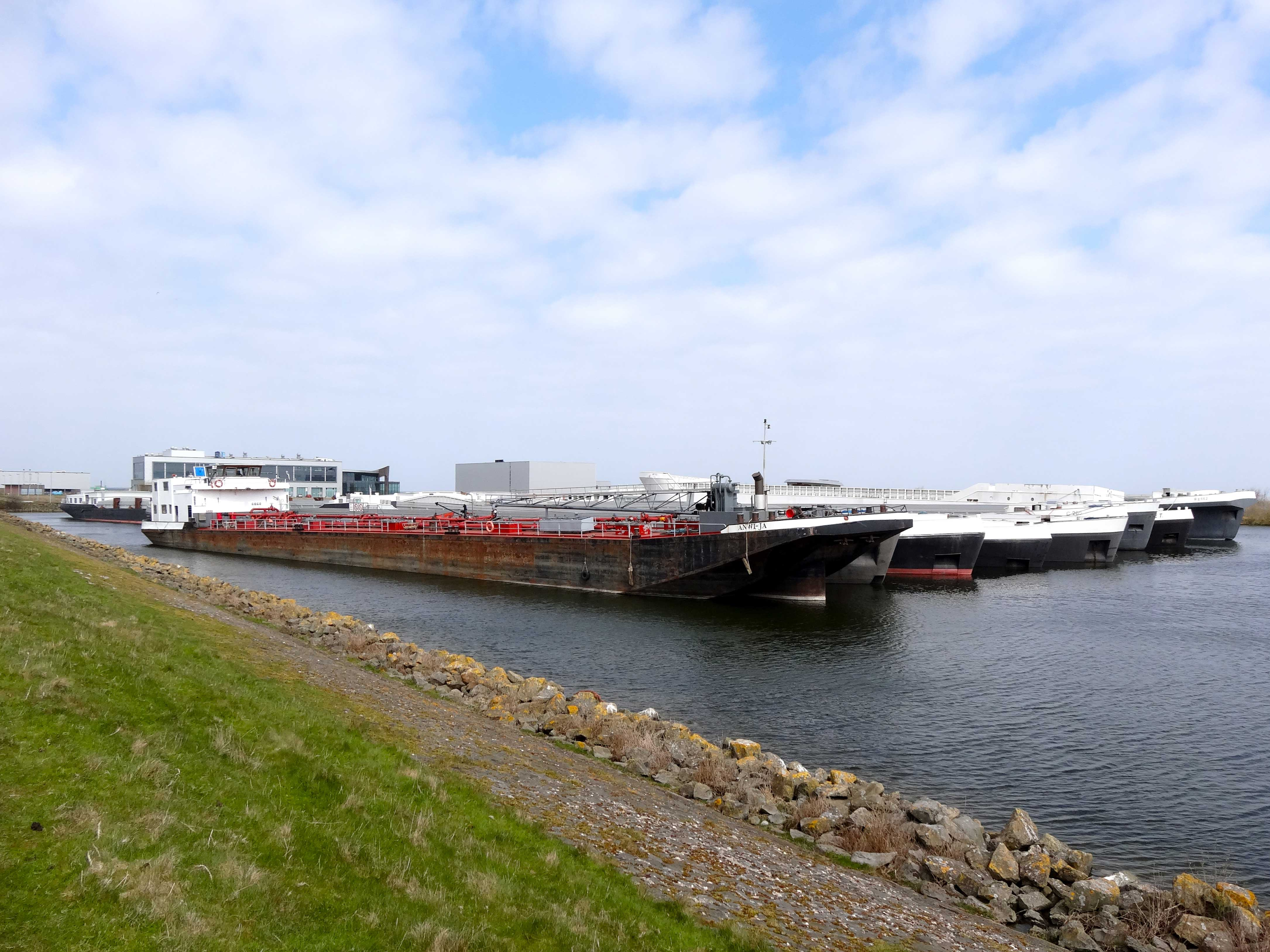
Scheepswerf bij de Oude Zeug

Naar de ondiepte is een werkhaven genoemd, ongeveer een kilometer ten noordoosten van waar later Kreileroord kwam, die werd gebruikt voor de aanvoer van materialen voor de drooglegging en ontginning van de Wieringermeer. Het is een van de drie punten van waaruit men begon met de aanleg van de dijk die de polder moest omsluiten.

#### Bietencampagne
Tot 2005 werd de haven jaarlijks intensief gebruikt tijdens de bietencampagne: vanuit heel Noord-Holland werden per vrachtwagen suikerbieten aangevoerd die bij Oude Zeug werden overgeladen op binnenschepen om naar de fabriek van de Suikerunie in Puttershoek verscheept te worden. Jaarlijks ging het om ruim 200.000 ton bieten. In 2005 werd het verlaadpunt gesloten omdat de fabriek in Puttershoek dicht ging. De haven wordt daarnaast nog steeds als vluchthaven gebruikt.

#### Jachtwerf en 'waterpark'
In 2001 verhuisde jachtwerf Jongert van Medemblik naar een nieuwe locatie bij de voormalige werkhaven. De werf is nu onderdeel van het Waterpark Wieringermeer, waar onder andere een vooroever is aangelegd, en er zijn vergevorderde plannen voor een jachthaven met zo'n 450 ligplaatsen. Hiervoor zou een kunstmatige inham in de dijk worden gemaakt, ten zuiden van Oude Zeug.

## Werkkamp en woonoord
Nabij de werkhaven bevond zich een werkkamp, ook "Oude Zeug" genaamd. Dit werkkamp is, net als drie andere, oorspronkelijk aangelegd om arbeiders te huisvesten die werkten aan het herstel van de polder, nadat de Duitse bezettingsmacht die in april 1945 onder water had gezet. In 1954 werd dit werkkamp in gebruik genomen als Moluks woonoord, waar naar Nederland gehaalde Molukkers werden gehuisvest. In 1956 werden enkele leiders van een 'opstandige' beweging uit woonoorden elders in Nederland gedwongen om met hun gezinnen naar dit woonoord te 'verhuizen' om ze te 'isoleren' van hun aanhangers. Het ging hier om de Partai Nasional Maluku Selatan, PNMS, die zich actief verzette tegen de wijze waarop de Nederlandse regering met de Ambonezen omging, en die door de Nederlandse overheid erg lastig werd gevonden. Enkele van deze bewoners van Oude Zeug werden in 1957 in het Huis van Bewaring te Scheveningen geïnterneerd.
Later zouden op de plek van het woonoord een woonwagenkamp en een autosloperij worden gevestigd, die beide rond 1990 werden verplaatst naar elders.